# Friedrich August Marschall von Bieberstein
Friedrich August Marschall von Bieberstein, född 30 juli 1768 i Stuttgart, död 28 juni 1826 i Marf vid Charkiv, var en tysk friherre och botaniker.
Marschall von Bieberstein var en framstående florist inom sydryska och kaukasiska området.
Auktorsnamnet M.Bieb. kan användas för Friedrich August Marschall von Bieberstein i samband med ett vetenskapligt namn inom botaniken; se Wikipediaartiklar som länkar till auktorsnamnet.